# Margarita Žukova
Margarita Žukova (in russo Маргарита Жукова?; 18 maggio 1983) è una schermitrice russa, specializzata nella sciabola.
Ha vinto la  medaglia d'oro al Campionato mondiale di scherma 2002 nella sciabola a squadre.